# Paroedura androyensis
Paroedura androyensis là một loài thằn lằn trong họ Gekkonidae. Loài này được Grandidier mô tả khoa học đầu tiên năm 1867.

## Hình ảnh

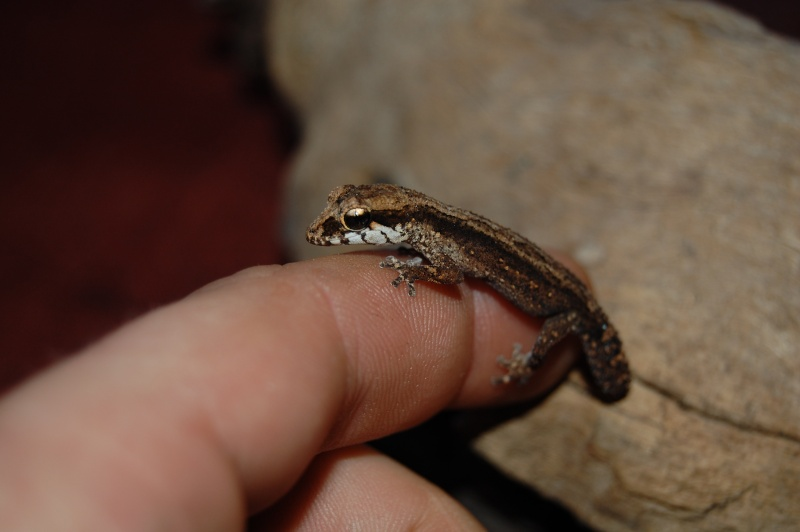